# Абрамов, Владимир Николаевич
Владимир Николаевич Абрамов (21 июня 1949, Ворошиловград — 7 июля 2017, Луганск) — советский футболист, защитник. Мастер спорта СССР.

## Карьера
Воспитанник луганской группы подготовки «Трудовых резервов». Первый тренер — Александр Семёнович Ильинов. Позже тренировался в «Заре» у тренеров Е. А. Двуреченского и Б. В. Фомичёва.
С 1966 по 1977 играл в высшей лиге СССР за луганский (ворошиловградский) клуб «Заря». Провёл за этот клуб почти 200 матчей в чемпионате страны. В 1973 дважды выходил на поле в рамках Кубка европейских чемпионов.
В 1978 году новый тренер «Зари» отказался от Абрамова, и он перешёл в куйбышевские «Крылья Советов». Провёл за них в 1978 году 34 игры (7 голов) и стал чемпионом первой лиги. В 1979 году сыграл за «Крылья» 13 игр в высшей лиге.

### Стиль игры
Надёжный, цепкий крайний левый защитник. Лучшими его качествами являлись: техничность, агрессивность, выносливость, позиционная грамотность. Мастер персональной опеки. Хорошо взаимодействовал с партнёрами. От него всегда можно было ждать острых продолжений игрового эпизода.
В 1979—1980 выступал в первой лиге за запорожский «Металлург». После окончания карьеры игрока из-за конфликта с футбольным функционером не смог стать тренером, работал на шахте «Луганская», тренировал местную команду.

## Достижения
- Чемпион СССР 1972
- Финалист Кубка СССР 1974, 1975
- Победитель Первой лиги СССР 1978 года.
- Включён в список 50 лучших игроков в истории луганской «Зари» (11 позиция)[4].